# 工农公园
工农公园位于中華人民共和國上海市杨浦区包头路929号，公園占地面积1.6公顷，是一座二星级公园。公園内有儿童游乐区、一間石亭，有植物银杏和红枫。公園建成于1992年12月28日，2009年6月公园进行了改建。
2024年下半年，上海市杨浦区绿化和市容管理局將工农公园部分围墙拆除。